# Hratschia Adscharjan

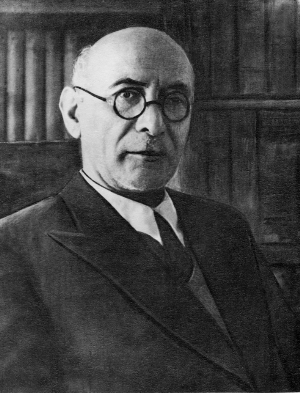
Hratschia Adscharian

Hratschia Adscharian (meist Hrachia Ajarian, armenisch Հրաչեայ Աճառեան [klassisch] Hračʿeay Ačaṙean, Հրաչյա Աճառյան [reformiert] Hračʿya Ačaṙyan; * 8. Märzjul. / 20. März 1876greg. in Samatya, Istanbul, Osmanisches Reich; † 16. April 1953 in Jerewan, Armenische SSR, Sowjetunion) war ein armenischer Sprachwissenschaftler.
Adscharian wurde als Sohn eines Schuhmachers geboren und erblindete in seiner Kindheit auf dem linken Auge. Bereits im Alter von 17 Jahren schrieb er 1893 eine Grammatik über die Sprache der Lasen. Adscharian absolvierte das Getronagan-Gymnasium. Er studierte ab 1898 an der Universität Straßburg bei Heinrich Hübschmann und an der Sorbonne bei Antoine Meillet, wo er 1909 promoviert wurde. Adscharian arbeitete als anschließend als Lehrer in Schuschi, Teheran und am Gevorkian-Seminar von Etschmiadsin.
Als Überlebender des Völkermords an den Armeniern kam Hratschia Adscharian 1923 nach Jerewan, wo er als ordentlicher Professor Fremdsprachen, vergleichende Grammatik und die Geschichte der armenischen Sprache an der Universität Jerewan unterrichtete. Er wurde am 29. September 1937 im Zuge der stalinistischen Großen Säuberungen des „Nationalismus“ verdächtigt und inhaftiert, 1939 wurde er als unschuldig freigelassen und lehrte wieder an der Universität.
Adscharian ist der Autor von mehr als 200 wissenschaftlichen Veröffentlichungen über Armenologie, armenische Sprache und die orientalischen Sprachen. Er war Mitglied der Armenischen Akademie der Wissenschaften, der Französischen Linguistenvereinigung und des Orientalischen Instituts in Prag. Das Armenische Staatsinstitut für Linguistik ist nach ihm benannt.

## Veröffentlichungen (Auswahl)
- Homshetsi dialect, 1907
- Classification des dialects arméniens. H. Champion, Paris 1909 (=Dissertation)
- Armenian Dialectal Dictionary (Հայերէն Գաւառական Բառարան), 1913, Tiflis
- Տաճկահայոց հարցի պատմությունը, The History of Turkish Armenians (from the starting to 1915), 1915, Nor Nakhichevan
- Nor-Nakhijevan dialect, 1925
- Maragha dialect, 1926
- Dictionary of Armenian Root Words (ՀԱՅԵՐԷՆ ԱՐՄԱՏԱԿԱՆ ԲԱՌԱՐԱՆ) (5,062 word roots). (zweite Veröffentlichung: Jerewan 1971) Die eindeutige Studie der Geschichte und Wurzeln der armenischen Wortherkünfte auf armenisch. Umfasst auch Erklärungen zu jedem Wort, das heute verwendet wird.
  - Erste Veröffentlichungen in 7 Ausgaben: 1926–1935
- Հայոց անձնանունների բառարան (Hayots andznanunneri baṛaran / Dictionary of the Armenian First Names), Jerewan, Band 1–5, 1942–1962.
- Common Gramatics of Armenian Language in Comparison of 562 languages. Band 1–6, 1952–1971.
- Agulis dialect, 1936
- Dialect of Constantinople, 1940
- Armenian lexicology, 1941